# Divoký víkend v Havaně
Divoký víkend v Havaně (v anglickém originále Havana Wild Weekend) je 7. díl 28. řady (celkem 603.) amerického animovaného seriálu Simpsonovi. Scénář napsali Dan Castellaneta, Deb Lacustová a Peter Tilden a díl režíroval Bob Anderson. V USA měl premiéru dne 13. listopadu 2016 na stanici Fox Broadcasting Company a v Česku byl poprvé vysílán 1. července 2017 na stanici Prima Cool.

## Děj
Když se děda Abe vymočí na koberec, Simpsonovi se mu snaží zajistit pomoc, ale zjistí, že domov důchodců jim ji není schopen posytnout, a Správa veteránů Abeovi sdělí, že ho přijme až za 23 let. Na radu bývalého vojáka se rodina vydá do Havany na Kubě, aby dědovi zajistila levnou lékařskou péči. Když tam dorazí, lékař smutně konstatuje, že Abeovi již nelze nijak pomoci, ale pohled na auta a hudbu z 50. let vede k tomu, že se cítí mnohem lépe. 
Zatímco si rodina užívá Havanu, děda se seznámí s barmankou Isabellou, která se mu zalíbí. Narazí také na svého starého přítele pilota, který v 70. letech unesl letadlo. Přivede dědu k letadlu ukrytému v džungli, které proměnil v tajný noční klub, kde si užívají drogoví bossové, člověk, co vymyslel poplatek za platbu kartou, a další. Když děda vidí, jak je zde život zábavný, rozhodne se, že chce na Kubě zůstat. Rodina Simpsonových se mu to však snaží rozmluvit. Jakmile všichni nastoupí do letadla, ukáže se, že Isabella je tajná agentka CIA, která se snaží přivést osoby, jež „unikly americké spravedlnosti“. I když dědu použila jen jako návnadu, aby úspěšně dopadla nejrůznější uprchlíky, a on nemá žádné potíže, je smutný, že ho Isabella opustila. Děda se tedy nakonec s rodinou vrací domů. 

## Přijetí

### Sledovanost
Divoký víkend v Havaně dosáhl ratingu 3,1 a sledovalo jej 7,13 milionu diváků, čímž se stal nejsledovanějším pořadem stanice Fox toho večera.

### Kritika
Dennis Perkins, kritik The A.V. Clubu, udělil epizodě známku C+ a uvedl: „V dlouhé a bohaté historii cestopisů Simpsonových je jisté, že Divoký víkend v Havaně bude zapomenut stejně jako chudák Abe.“
Tony Sokol z Den of Geek ohodnotil díl čtyřmi hvězdičkami z pěti a dodal: „Divoký víkend v Havaně je zábavný díl v řadě, která se rýsuje jako mnohem lepší než průměrná. Vtipy přicházejí rychle, je tu několik skvělých scének a lokace jsou taktéž skvělé. (…) Simpsonovi se do lokací zamilovali a chovají se k nim mnohem uctivěji než v minulosti.“